# نعمان (المسيمير)

تعديل مصدري - تعديل

نعمان هي إحدى قرى عزلة المسيمير بمديرية المسيمير التابعة لمحافظة لحج، بلغ تعداد سكانها 424 نسمة حسب تعداد اليمن لعام 2004.